# R.O.B.O.D.O.G.
R.O.B.O.D.O.G. (Alternativtitel: Robodog; Originaltitel: C.H.O.M.P.S.) ist eine US-amerikanische Science-Fiction-Komödie aus dem Jahr 1979. Regie führte Don Chaffey.

## Handlung
Der junge Ingenieur Brian Foster arbeitet als Entwickler bei einer kleinen Sicherheitsfirma. Als das von ihm installierte System zur Sicherung des Firmenbüros versagt, wird er von seinem Boss Ralph Norton vorübergehend gefeuert. Schlechtes Timing, da Brian einerseits heimlich mit dessen Tochter Casey anbandelt und andererseits kurz vor der Enthüllung einer revolutionären Erfindung steht: C.H.O.M.P.S. (Canine HOMe Protection System): Was auf den ersten Blick wie ein Zwilling seines kleinen Hundes Rascall wirkt, ist in Wirklichkeit ein nahezu autonom agierender Roboter. Auf Stimmbefehl vollführt der rasend schnell laufende, ungewöhnlich hoch springende und kräftig zubeißende C.H.O.M.P.S. zahlreiche Tricks und versetzt damit nicht nur den bulligen Nachbarsköter in Erstaunen.
Eine solche Revolution auf dem Gebiet der Sicherheitstechnik ruft natürlich die Konkurrenz auf den Plan. Diese setzt hierbei auf den firmeninternen Maulwurf Ken und auf die äußerst schusseligen Kleinganoven Brooks und Bracken, die den Roboterhund stibitzen sollen. Leichter gesagt als getan, denn C.H.O.M.P.S. arbeitet äußerst effektiv. Wenn da nicht eine Schwachstelle wäre, mit der auch Brian nie gerechnet hätte: Der schrille Ton einer Hundepfeife lässt den kleinen Roboterhund zwischenzeitlich durchdrehen…

## Produktion

### Entstehung
Die Idee für den Film kam Produzent Joseph Barbera, nachdem er im Radio einen Bericht über Einbrecher hörte und realisierte, dass ein computerisierter Wachhund ein ideales Sicherheitssystem darstellen würde.
C.H.O.M.P.S. war der erste Realfilm der Filmfirma Hanna-Barbera-Productions, die eigentlich für ihre Zeichentrickfilme bekannt ist. Der Film stellte auch den Beginn eines Kooperationsprojektes mit dem Filmstudio American International Pictures dar. Das Budget betrug 3,5 Millionen US-Dollar.
Der mit dem AIP-Vizepräsidenten Samuel Z. Arkoff ausgehandelte Filmdeal sollte eigentlich 9 Realfilme umfassen. Da C.H.O.M.P.S. jedoch an den US-Kinokassen floppte, wurde der Deal aufgekündigt.
Ursprünglich sollte C.H.O.M.P.S. ein Dobermann sein. Der Sohn von Samuel Arkoff hatte jedoch mit Blick auf den Erfolg der Benji-Reihe den Einfall, stattdessen auf einen harmlos wirkenden Mischlingshund zu setzen. Joseph Barbera hielt dies im Nachhinein für eine Fehlentscheidung und einen Grund für das schlechte Abschneiden an den Kinokassen.
Als Alternativtitel des Films wurde The World’s Greatest Watchdog (übersetzt: „Der beste Wachhund der Welt“) in Erwägung gezogen.

### Casting
Rascall und C.H.O.M.P.S. wurden überwiegend von dem aus einem Tierheim in Alhambra stammenden Mischlingshund Hank verkörpert. Während der Produktion kamen jedoch auch weitere Hunde als Doubles zum Einsatz.
Valerie Bertinelli gab in R.O.B.O.D.O.G. ihr Debüt als Filmschauspielerin.

### Dreharbeiten
Die Filmaufnahmen starteten im Mai 1978 in Los Angeles und Umgebung.
Die Kosten für das Modell des Roboterhundes C.H.O.M.P.S. beliefen sich auf 250.000 US-Dollar.

### Veröffentlichung
Der Film feierte seine Filmpremiere am 21. Dezember 1979 in Los Angeles, war jedoch bereits im Sommer 1979 vereinzelt in US-amerikanischen Kinos als Vorpremiere zu sehen.
R.O.B.O.D.O.G. erschien in Deutschland am 16. März 1987 direkt auf VHS-Video (Laufzeit: ca. 85 min.) beim Verleih VCL Communications (Best.-Nr.: 2145).

### Synchronisation
Die deutsche Synchronbearbeitung entstand 1986 in München.
| Rolle        | Darsteller         | Synchronsprecher   |
| ------------ | ------------------ | ------------------ |
| Brian Foster | Wesley Eure        | Martin Halm        |
| Casey Norton | Valerie Bertinelli | Katharina Lopinski |
| Ralph Norton | Conrad Bain        | Horst Naumann      |
| Bracken      | Red Buttons        | Fred Maire         |
| Brooks       | Chuck McCann       | Mogens von Gadow   |
| Mr. Gibbs    | Jim Backus         | Norbert Gastell    |
| Ken Sharp    | Larry Bishop       | Leon Rainer        |
| Mr. Merkle   | Robert Q. Lewis    | Herbert Weicker    |

### Nachwirkung
Der Roboterhund C.H.O.M.P.S. findet im Film Liebe per Express Erwähnung.

## Rezeption
Die Zeitschrift Cinema beschreibt den Film als „ultra-harmlose Disney[sic!]-Komödie“ und attestiert dem Regisseur Don Chaffey lediglich „niedliche Tricks“ aneinandergereiht zu haben. Der Film sei letztlich ein „Larifari-Märchen für verregnete Sonntage.“
Das Lexikon des internationalen Films verweist auf eine „hausbacken[e]“, Comicstrip-artige Inszenierung, gesteht dem Film jedoch zu, als „Familienunterhaltung“ mit „einigen hübschen Ideen“ aufwarten zu können.